# Романов, Роман Анатольевич
Роман Анатольевич Романов (укр. Роман Анатолійович Романов; род. 12 ноября 1972, Потсдам, ГДР) — бизнесмен, экс-глава Государственного концерна «Укроборонпром».

## Биография
Роман Романов родился 12 ноября 1972 года в семье военнослужащего Анатолия Романова и Тамары Романовой в Потсдаме, ГДР. Женат на Людмиле Романовой. Имеет дочь Анастасию Романову.

## Образование
Роман Романов учился в Херсонском государственном педагогическом институте с 1990 по 1995 год. Он получил степень бакалавра по специальности «физика и компьютерные науки» и степень магистра по специальности «информационные технологии». Романов также учился в Международном институте менеджмента (МИМ-Киев), где он получил степень MBA Senior Executive (стажировался в Гонконге). В октябре 2016 года Романов получил диплом Defense Acquisition University в США. Глава «Укроборонпрома» учился там по приглашению Пентагона.
В 2016 году закончил программу "Школа стратегического архитектора" в Киево-Могилянской бизнес-школе.
В 2021 году получил лицензию авиационного пилота самолётов PPL.

## Карьера
В 2001 году Романов основал автомобильную компанию, которая под его руководством постепенно стала холдингом для продажи и обслуживания автомобилей более 10 марок в ряде украинских городов. Романов работал в качестве частного партнёра с международными компаниями, такими как Hyundai, Kia, Volkswagen, BMW, Renault, Bosch, Bombardier, Great Wall, JAC, и совершил многочисленные визиты в их штаб-квартиры и места производства.
Романов основал строительную компанию, где он оставался в наблюдательном совете после того, как ушёл из оперативного управления. Он имеет большой опыт в области управления проектами, дальновидности руководства, внедрении новых организационных моделей, развития инноваций, выводе глобальных компаний из кризиса и стратегии высокого роста.
Как человек с активной гражданской позицией, Романов был депутатом городского совета и депутатом областного совета.
В июле 2014 года возглавил одно из крупнейших предприятий Украины — ГК «Укроборонпром». Он объединяет более 130 предприятий в 5 основных секторах оборонной промышленности, в частности в разработке и производстве вооружения и военной техники, научно-исследовательских и экспортно-импортных операциях. «Укроборонпром» имеет 31 конструкторское бюро и научно-исследовательские институты, занимающиеся разработкой, проектированием и исследованием. Это позволяет Государственному концерну внедрять новые решения и инновации.
С 1993 года — предприниматель, организация руководства в частном секторе экономики.
С 1998 года развивает направление частного бизнеса, связанного с производством железобетонных изделий. Основал промышленно-строительную компанию «Планета РС», заводы которой работают в Херсоне и Бородянке и занимаются производством железобетонных конструкций. Романов разработал ряд железобетонных изделий для сельского хозяйства, капельного орошения, систем защиты от эрозии почвы и подтопления. Разработана линейка железобетонных изделий для городской инфраструктуры.
Основанная Романовым компания развивает совместные проекты с США, тем самым поддерживая украинскую экономику во время войны. Совместный украино-американский бизнес начинался с экспорта, а сейчас в США налаживается производство таких же железобетонных изделий, как в Украине, строится отдельный завод Orange Pavers.
В 2000 году основал завод по производству алюминиевых компонентов для автомобилей на технологии литья под высоким давлением.
С 2003 года — член Украинского Союза малых, средних и приватизированных предприятий.
С 2003 года — член Федерации работодателей Украины.
С 2005 года — председатель областного Союза малых, средних и приватизированных предприятий Украины.
С 2005 года — заместитель председателя Делового совета при главе облгосадминистрации.
С 2006 года — заместитель Херсонского городского совета V созыва, председатель постоянной комиссии.
С 2010 года — заместитель Херсонского областного совета — член Постоянной комиссии по вопросам промышленности, строительства и жилищно-коммунального хозяйства.
С 4 июля 2014 — генеральный директор Государственного концерна «Укроборонпром» (Указ Президента Украины от 4 июля 2014 № 569/2014).
12 февраля 2018 — Романов заявил о решении уйти в отставку с поста главы Государственного концерна «Укроборонпром» (Указ Президента Украины от 12 февраля 2018 №26/2018).
С 2018 года сопровождает команду украинской компании Mosquito Control Ltd, разработавшей Mosqitter — программно-аппаратное экологичное решение для защиты от комаров больших территорий – во внедрении новой культуры нетоксичной защиты от проблем и болезней, связанных с комарами, таких как малярия, лихорадка денге, вирус Зика. Разработал концепцию создания Всемирной системы мониторинга, которая будет отслеживать активность комаров во всем мире, выявлять зоны высокого риска и предотвращать вспышки  болезни, переносимые комарами. Компания стала победителем отраслевой сессии на SelectUSA Investment Summit, вошла в топ-6 аппаратных стартапов Украины по версии UVCA и Deloitte, топ-5 самых заметных компаний малого и среднего бизнеса в Украине в 2021 году, получила Национальную премию Energy Globe - Всемирная премия за устойчивое развитие, получила награду за лучший стартап на IT Arena 2021, вошла в топ-8 производителей аппаратного обеспечения в категории «Технологии для улучшения жизни» в рамках Web Summit 2020.
Романов — автор патентов «Системы контроля летающих насекомых-вредителей без использования химического влияния для использования в сельском хозяйстве (глобальное решение производства продуктов питания на новом уровне)», «Экологическая система мониторинга и подсчёта комаров» (система для борьбы с мировыми угрозами таких болезней как малярия, вирус Зика, вирус Денге и другими). Участник международных выставок в том числе CES-2020, CES-2022 по представлению разработанных систем.

## Управление «Укроборонпромом»
Команда менеджеров «Укроборонпрома» во главе с Романовым сделала Госконцерн прибыльным впервые за долгое время. В 2016 году прибыль «Укроборонпрома» составила более 28,3 млрд грн, а объём экспорта вырос на 25 % за счёт организации системной работы с международными партнёрами из 100 стран мира.
В 2016 году впервые состоялся День украинской оборонной промышленности в штаб-квартире НАТО, а также была разработана стратегия реформирования военно-промышленного комплекса Украины. Государственный концерн первый ввёл систему электронных закупок среди промышленных гигантов Украины и сэкономил около 1 млрд грн в течение 2-х лет.
- В мировом рейтинге ТОП-100 Defense News 2017 Роман Романов занял 62 место[14], в 2016 году — 68 место, в 2015 году — 92-е место.

- За 2014—2017 годы «Укроборонпром» поднялся на 14 позиций — с 91 на 77 место — в мировом рейтинге производителей оружия SIPRI[15].

- В течение 1,5 года Госконцерн под руководством Романова занял 9 место[16] в национальном рейтинге Forbes ТОП-10 самых инновационных компаний Украины.

- В течение 2 лет в системе постсоветской индустрии введены современные управленческие инструменты: KPI, электронные закупки, тренинги, импортозамещение, международное сотрудничество и т. д.

- «Укроборонпром» двигается к технологическим инновациям. В 2016 году были представлены новейшие разработки концерна, такие как самолёт Ан-132, беспилотный БТР «Фантом». Также был создан авиационный кластер[17] с привлечением компаний частного сектора — как проявление открытости «Укроборонпрома». Например, компания «Антонов» в составе «Укроборонпрома» увеличила прибыль в 4 раза: в 2014 году этот показатель составил 39,3 млн грн и увеличился на 178,1 млн грн в 2016 году.

- В 2017 году Концерн на 100% выполнил Государственный оборонный заказ и передал силовым ведомствам 3673 единицы оружия и техники, из них 2053 — новой и модернизированной[18].

- Государственный концерн значительно расширил географию стран-партнёров и углубил сотрудничество с НАТО. «Укроборонпром» также уделяет особое внимание объединению науки и промышленности: инновационная платформа развития была создана для обеспечения быстрого внедрения идей отечественных инженеров.

- «Укроборонпром» разработал стратегию реформирования оборонно-промышленного комплекса Украины, обеспечил внутренний и внешний аудит. Это позволяет ведущим международным экспертам получать объективную картину дел Концерна, ориентированного на эффективное использование ресурсов, внедрение международных стандартов управления и системы отчётности. Это позволит привлечь новых инвесторов, предлагая им чёткий принцип вхождения в капитал, защиты инвестиций и создание уникального предложения на рынке. Другими основными направлениями стратегии реформирования ОПК Украины является кластеризация, корпоратизация, защита технологий и создание платформы инноваций. В ноябре 2017-го «Укроборонпром» начал новый этап реформирования — международный аудит. Сформировал тендерный комитет, который выбирает консалтинговую компанию. В его состав вошёл специалист Transparency International — Ukraine[19].

- Был подписан Меморандум о сотрудничестве со всеми регионами Украины в рамках программы импортозамещения.

- «Укроборонпром» как драйвер прикладной науки и образования Украины подписал Меморандум с 48 высшими учебными заведениями о сотрудничестве в области R&D-проектов. 5500 студентов прошли стажировку на 56 предприятиях «Укроборонпрома» в 2016 году, и более 500 молодых сотрудников обеспечили занятостью на предприятиях Концерна.

- За последние 2,5 года, когда новая команда менеджеров «Укроборонпрома» взяла на себя ответственность, Государственный концерн начал продвигать прозрачность и открытость оборонно-промышленного комплекса: внедряется современное мировоззрение и профессиональная подготовка работников, расширение сотрудничества с западными партнёрами и производителями НАТО, инновации поставлены в приоритет.

- В 2014 году в украинской армии было 6000 военнослужащих. Теперь 80000 узкоспециализированных военных служат в Вооруженных силах Украины, и они были вооружены военной техникой производства «Укроборонпрома», в то время как ни одна страна не поставляла летальное оружие в Украину.
- 10 июля 2017 Генеральный секретарь НАТО Йенс Столтенберг во время визита в Киев высоко оценил транспортные самолёты «Антонова»[20]. Он обсудил с главой «Укроборонпрома» Романом Романовым перспективы расширения программы SALIS по стратегическим транспортным перевозкам для стран-членов НАТО и ускорению перехода предприятий Концерна на выпуск продукции по стандартам Альянса.
- В 2017 году Концерн впервые принял участие в международной оборонной выставке AUSA-2017 в США. «Укроборонпром» представил там технику, изготовленную по мировым стандартам. В частности, Концерн представил усовершенствованную версию беспилотного бронетранспортёра «Фантом-2»[21].
- Начал глобальную реформу оборонпрома Украины. Она предусматривает вектор прозрачности, внедрение стандартов НАТО, использование современных бизнес-моделей управления, привлечения частных предприятий и перехода от ремонта старой советской техники в высокотехнологичных наукоёмких разработках.  Программа импортозамещения, начатая Романовым, в первую очередь, опиралась на мощности сотен украинских предприятий, не входящих в Концерн, но которые взяли на себя снабжение целым рядом комплектующих. Своей программой импортозамещения, "Укроборонпром" не только уничтожил зависимость украинской "оборонки" от РФ, а и привлёк украинский частный бизнес к работе над обороноспособностью Украины.  За два года до того, как Prozzoro стала обязательной для всех госпредприятий Украины, в 2014 году "Укроборонпром" ввёл систему прозрачных электронных торгов на своих предприятиях. Фактически, эта система и стала основой для Prozzoro. И именно "Укроборонпром" стал первым среди промышленных объединений кто сделал систему закупок прозрачной и открытой.  Одной из главных задач Романа Романова стала борьба с коррупцией на предприятиях Концерна. Кроме внедрения прозрачных тендеров, было принято решение создать специальную внутреннюю службу, задачей которой стало проведения антикоррупционных мероприятий по сбору материалов о нарушениях и информирование правоохранительных органов.  "Укроборонпром" стал первым в истории Украины государственным промышленным объединением, которое начало международный аудит, что является одним из главных условий масштабной трансформации Концерна. До сих пор ещё никто не привлекал на условиях открытых прозрачных тендеров ведущие консалтинговые компании мирового уровня.  С 2014 года, под председательством Романова, единственным вектором развития всех предприятий "Укроборонпрома" стал переход на стандарты НАТО. Благодаря этому на Украине начало создаваться вооружение, максимально адаптированное к принятым в Альянсе критериям, в первую очередь, речь идёт об авиации и бронетехнике.  "Укроборонпром" принимал постоянное участие в программах НАТО, начиная от исследований в рамках NIAG и присоединения к базе поставщиков NSPA, до получения сертификатов НАТО по модернизации боевых самолётов и вертолётов. А отдельную позицию в целом ряде совместных программ заняла реализация авиатранспортных перевозок по программе SALIS.  "Укроборонпром" стал на постоянной основе участвовать в совместных разработках со странами-членами НАТО, среди которых создание новых основных боевых танков, военно-транспортных самолётов, артиллерийских систем, средств наблюдения и разведки, стрелкового оружия и других видов вооружения[22].
- Во время руководства Романова "Укроборонпром" занял 62 место среди оборонно-промышленных компаний мира в рейтинге международного издания "Defense News" в 2017 году. Это единственная отечественная компания, представленная в списке лидеров по версии СМИ. Ещё в 2014 году Украина вообще не была представлена в соответствующем рейтинге - "Укроборонпром" впервые попал в него в 2015 году, заняв 92 место, в 2016 сделал рывок на 24 позиции став 68-м, в 2017 мировые эксперты добавили ещё 6 позиций[23].
- Пригласил к сотрудничеству и ввёл в состав Наблюдательного Совета «Укроборонпрома» Тони Тетера, бывшего главу агентства оборонных технологий США DARPA[24].
- Романов начал сотрудничество с такими лидерами мирового рынка, как Deutz и Allison, адаптировав немецкие двигатели и американскую автоматическую трансмиссию для использования в БМП-1УМД[25].
- Возрождение ракетного потенциала Украины, способного обеспечить защиту от агрессии России, стало одной из приоритетных задач Романова в "Укроборонпроме"[26]. Была запущена программа высокоточного ракетного вооружения «Ракетный щит», в которую также вошёл проект «Ольха»[27]. Началось оснащение украинской армии противотанковыми ракетными комплексами "Корсар" и "Стугна"[28].
- Во время руководства Романова была разработана украинская противокорабельная крылатая ракета "Нептун", предназначенная для уничтожения кораблей водоизмещением до 5000 тонн. Она имеет боевую часть массой 150 кг, дозвуковую скорость (900 км/ч) и совершает полет на сверхмалых высотах – несколько метров над уровнем моря. Ракета может маневрировать во время полета, дальность которого – до 280 км. 13 апреля двумя такими ракетами был поражен и затоплен флагман черноморского флота России "Москва" [29].

## Награды
Орден Святого князя Владимира
Золотая Медаль Национальной обороны Франции